# Diocesi di Otricoli
La diocesi di Otricoli (in latino Dioecesis Otriculana) è una sede soppressa e sede titolare della Chiesa cattolica.

## Storia
Ocriculum, antico municipio romano nei pressi dell'odierna Otricoli, fu sede di un'antica diocesi dell'Umbria, attestata tra il V e il VII secolo.
Il primo vescovo documentato di Otricoli è Erculeo (o Erculio), che prese parte al concilio lateranense indetto da papa Felice III nel 487, sulla disciplina da adottare nei confronti dei vescovi e del clero africani che, a causa delle persecuzioni di Unnerico, avevano abiurato la fede cattolica. Il suo nome è associato ad una decretale dello stesso papa dell'anno successivo, in cui vengono affrontati i casi dei cristiani che hanno ricevuto dagli ariani un secondo battesimo. Un'epigrafe scoperta a Narni ricorda la deposizione del vescovo Pancrazio il 5 ottobre 493, figlio di un altro vescovo, Pancrazio senior di sede ignota, e fratello di Erculeo, molto probabilmente il vescovo di Otricoli.
Alla fine del V secolo è noto il vescovo Costantino, che prese parte nel 499 al concilio romano indetto da papa Simmaco nella basilica di San Pietro in Vaticano, dove furono stabilite delle norme per l'elezione del pontefice. Nel concilio indetto da papa Gelasio I nel 495 presero parte i vescovi Costanzo e Costantino, ma senza indicazione della sede di appartenenza; non è da escludere che uno di questi sia il vescovo di Otricoli documentato nel 499.
Il VI secolo ha visto la presenza del santo vescovo Fulgenzio, vissuto all'epoca di Totila, re degli Ostrogoti, e ricordato nei Dialoghi di papa Gregorio Magno. Al santo si deve la scoperta delle reliquie di san Vittore, martire e patrono di Otricoli.
Alla fine del secolo il vescovo Domenico prese parte al concilio romano indetto nel 595 da Gregorio Magno, e dove furono affrontati problemi relativi all'organizzazione e alla vita interna della Chiesa romana.
Infine l'ultimo vescovo conosciuto è Marcello, il cui nome appare in un'iscrizione di un architrave scoperta nei pressi di Otricoli, databile tra VI e VII secolo, e dove il vescovo (chiamato in questa occasione sacerdos) consacra un battistero.
In seguito, della diocesi non si hanno più notizie, probabilmente scomparsa nello stesso periodo tra VI e VII secolo, ed il suo territorio fu inglobato in quello della diocesi di Narni.
Dal 1968 Otricoli è annoverata tra le sedi vescovili titolari della Chiesa cattolica; dal 22 febbraio 2013 l'arcivescovo, titolo personale, titolare è Mirosław Adamczyk, nunzio apostolico in Argentina.

## Cronotassi

### Vescovi
- Erculeo † (menzionato nel 487)
- Costantino † (prima del 495 ? - dopo il 499)
- San Fulgenzio † (metà del VI secolo)
- Domenico † (menzionato nel 595)
- Marcello † (VI/VII secolo)

### Vescovi titolari
- Pierre Mamie † (15 luglio 1968 - 29 dicembre 1970 nominato vescovo di Losanna, Ginevra e Friburgo)
- Felipe Aguirre Franco (12 marzo 1974 - 28 aprile 1988 nominato vescovo di Tuxtla Gutiérrez)
- Piero Biggio † (10 dicembre 1988 - 18 aprile 2007 deceduto)
- Tommaso Caputo (3 settembre 2007 - 10 novembre 2012 nominato prelato di Pompei)
- Mirosław Adamczyk, dal 22 febbraio 2013